# Alişar Hüyük
Alişar Hüyük je bilo starodavno naselje v osrednji Anatoliji v bližini sedanje vasi Alişar v turški provinci Yozgat.

## Zgodovina
Alişar Hüyük je bil naseljen od začetka bakrene dobe, celo bronasto dobo in hetitsko obdobje in vse do frigijskih časov. V njem je bilo najdenih več glinenih tablic iz hetitske dobe, pisanih v kapadoški različici staroasirskega klinopisa. Omemba mesta Amkuva na tablicah je sprožila domneve, da je najdišče istovetno z Ankuvo, omenjeno v drugih hetitskih besedilih.

## Arheologija
Najdišče je od leta 1927 do 1932 raziskovala skupina strokovnjakov z Orientalskega instituta Univerze Čikaga pod vodstvom Ericha Schmidta.  Izkopavanja so se nadaljevala leta 1992 kot del regionalnega Projekta Alisar. Vodil jih je Ronald Gorny. Večina izkopavanj je bila kljub temu opravljena v bližnjem Çadır Höyüku.

## Çadır Höyük
Približno dvanajst kilometrov severozahodno od Alişar Hüyüka je pomembno arheološko najdišče Çadır Höyük. Arheologi so po nedavnih izkopavanjih najdišče poskusno poistovetili s hetitskim mestom Zipalanda.
Radiokarbonske analize so najstarejše naselje umestile v zgodnjo bakreno dobo (5300-4500 pr. n. št.). Mesto je bilo verjetno naseljeno že prej, morda že v mlajši kameni dobi okoli 5500 pr. n. št. 
Zdi se, da je Çadır Höyük cvetel v srednji in pozni bronasti dobi (2000-1100 pr. n. št.)  in naprej v železni dobi.